# Contea di Klaipėda
La contea di Klaipeda (in lituano Klaipedos apskritis) è una delle dieci contee della Lituania.
Dal 1º luglio 2010 ne sono stati soppressi gli organi amministrativi, dunque la contea ha solo valore statistico-territoriale.

## Comuni
La contea è divisa in 7 comuni. (Dati del 1º gennaio 2010)
Città
- Comune urbano di Klaipėda (182.752)
- Comune urbano di Palanga (17.645)
- Comune di Neringa (3.682)

Comuni:
- Comune distrettuale di Klaipėda (52.125)
- Comune distrettuale di Kretinga (45.103)
- Comune distrettuale di Šilutė (52.119)
- Comune distrettuale di Skuodas (23.123)